# Tibava
Tibava – wieś (obec) na Słowacji położona w kraju koszyckim, w powiecie Sobrance. Pierwsze wzmianki o miejscowości pochodzą z 1282 roku.

## Położenie
Leży w północno-wschodniej części Niziny Wschodniosłowackiej, około 2 km na wschód od miasta Sobrance. Zabudowania wsi rozłożone są wzdłuż drogi nr 50, ciągną się także na północ wzdłuż odgałęziającej się tu drogi nr 566.

## Historia
Szeroko zakrojone badania archeologiczne potwierdziły, że teren wsi był zamieszkany przez człowieka już w paleolicie. Szczególnie bogate są znaleziska z neolitu, obejmujące osadnictwo i cmentarzysko kultury polgarskiej. Wyróżnia je wysoki poziom wykonania narzędzi miedzianych oraz występowanie złotej biżuterii (najstarsze przykłady obróbki złota z terenu dzisiejszej  Słowacji). Odkryto również szereg grobów zaliczanych do kultury halsztackiej oraz liczne artefakty z okresu lateńskiego i rzymskiego. Czasy nowożytne reprezentują odkrycia osadnictwa wczesnośredniowiecznego z VI – VII wieku oraz z czasów państwa wielkomorawskiego.
Wieś po raz pierwszy wspominana jest w 1282 roku. Była ośrodkiem feudalnego „państwa”, które w 1290 roku należało do panów z Michalovców – Andrzeja i Jaka. Jego siedzibą był zamek Tibava, znajdujący się na terenie dzisiejszej wsi Podhoroď, około 11 km na północny wschód od Tibavy, strzegący szlaku handlowego z Węgier do Halicza. W XIV wieku we wsi osiedlili się wołosi, a w 1351 roku otrzymała ona prawo targowe. Na początku XV wieku założono we wsi pierwsze winnice. Mieszkańcy zajmowali się rolnictwem i uprawą winorośli. Uprawa winnej latorośli jest kontynuowana tu do dziś – okolica słynie z produkcji wysokiej jakości win.

## Demografia
Według danych z dnia 31 grudnia 2012 roku, wieś zamieszkiwało 550 osób, w tym 277 kobiet i 273 mężczyzn.
W 2001 roku rozkład populacji względem narodowości i przynależności etnicznej wyglądał następująco:
- Słowacy – 94,57%
- Czesi – 1,09%
- Romowie – 3,8%
- Ukraińcy – 0,18%
- Węgrzy – 0,18%

Ze względu na wyznawaną religię struktura mieszkańców kształtowała się w 2001 roku następująco:
- Katolicy rzymscy – 61,78%
- Grekokatolicy – 30,8%
- Ewangelicy – 0,72%
- Prawosławni – 1,99%
- Ateiści – 0,36%
- Nie podano – 2,9%

## Zabytki
- Kościół gotycki, murowany, z XIV w., przebudowany w XIX i XX w.; wewnątrz renesansowe epitafium z końca wieku XVI i kilka obrazów późnobarokowych.

## Pomniki przyrody
- Chronione drzewo „Morwa w Tibavie” (słow. Moruša v Tibave) – morwa biała wysokości 16 m, obwód pnia w pierśnicy 317 cm, średnica korony 15 m, wiek: ok. 200 lat, objęte ochroną w 1990 r.
- Chronione drzewo „Platan w Tibavie” (słow. Platan v Tibave) – platan klonolistny wysokości 27 m, obwód pnia540 cm, wiek: ok. 250 lat, objęty ochroną w 1990 r.